# Ingeborg Gräßle
Ingeborg Gräßle (ur. 2 marca 1961 w Heidenheim an der Brenz) – niemiecka polityk i filolog, posłanka do Parlamentu Europejskiego VI, VII i VIII kadencji, deputowana do Bundestagu.

## Życiorys
Studiowała m.in. filologię romańską i politologię na Uniwersytecie w Stuttgarcie i w Instytucie Nauk Politycznych w Paryżu. W 1994 uzyskała stopień doktora z filologii na Wolnym Uniwersytecie Berlina. Zawodowo pracowała przez kilka lat jako redaktor w piśmie „Augsburger Allgemeine Zeitung”. Była też rzecznikiem prasowym w urzędzie miasta Rüsselsheim am Main.
Wstąpiła do Unii Chrześcijańsko-Demokratycznej. W 1999 objęła funkcję wiceprzewodniczącej regionalnej organizacji Frauen-Union, weszła też w skład zarządu CDU w Badenii-Wirtembergii. W latach 1996–2004 była posłanką do landtagu tego kraju związkowego.
W 2004 z listy CDU uzyskała po raz pierwszy mandat deputowanej do Parlamentu Europejskiego. Pracowała w Komisji Budżetowej i Komisji Kontroli Budżetowej, była w prezydium grupy EPP-ED. W wyborach w 2009 i 2014 skutecznie ubiegała się o reelekcję, zasiadając w PE do 2019. W 2021 została wybrana w skład Bundestagu. Mandat poselski utrzymała także w wyborach w 2025.